# Ludovic Tron
Ludovic Tron, né le 3 janvier 1904 à Molines-en-Queyras (Hautes-Alpes) et mort le 24 octobre 1968 à Paris, est un haut fonctionnaire et homme politique français.

## Biographie

### Jeunesse et études
Ludovic Tron est le fils d'un fonctionnaire des douanes. Il est admis à l'École polytechnique. Il réussit en 1931 le concours de l'Inspection générale des Finances.

### Parcours professionnel
Ludovic Tron effectue sa carrière dans les administrations financières. Directeur général des Finances au Maroc, il est nommé secrétaire d'État aux Finances, du gouvernement d'Alger de 1942 à 1943, au côté du général Giraud. Lorsque la Libération permet aux hauts fonctionnaires résistants d'occuper les postes les plus importants de l'appareil d’État, Tron est nommé directeur des contributions directes en 1945, succédant à Jean Watteau, puis directeur du Trésor en 1946. En 1947, il cède sa place à François Bloch-Lainé et devient  président de la BNCI.
Conseiller général du canton d'Embrun de 1951 à 1968, il est président du Conseil général des Hautes-Alpes de 1960 à 1968 et sénateur socialiste des Hautes-Alpes de 1957 à 1968.
Il soutient François Mitterrand à l'élection présidentielle de 1965 et est chargé des questions économiques et financières. Dans le contre-gouvernement fictif élaboré en 1966 par François Mitterrand, Ludovic Tron est présenté comme pouvant être ministre des affaires économiques d'un gouvernement de gauche.
Ludovic Tron est décoré de la croix de commandeur de la Légion d'honneur en 1956.

## Décorations
- Commandeur de la Légion d'honneur
- Commandeur de l'ordre de l'Étoile d'Anjouan (1955)[8]